# Hoffmannia pallida
Hoffmannia pallida là một loài thực vật có hoa trong họ Thiến thảo. Loài này được Rusby mô tả khoa học đầu tiên năm 1893.